# Заплава пам'яті Небесної Сотні
Запла́ва па́м'яті Небе́сної Со́тні — ландшафтний заказник місцевого значення в Україні. Розташований у межах Малинського району Житомирської області, на схід від села Любовичі. 

## Опис
Площа 12,7073 га (в тому числі: землі водного фонду площею 1,9 га, розпорядник —  обласна державна адміністрація; землі сільськогосподарського призначення площею 10.8073 га). Статус присвоєно згідно з рішенням обласної ради від 24.04.2020 року №2318/2-20/46. Перебуває у віданні: Любовицька сільська рада. 
Статус присвоєно для збереження в природному стані частини заплави річки Тетерів — від річки до першої надзаплавної тераси. Особливою цінністю заказника є 14 старовікових дерев дуба звичайного, орієнтовного віку 300 років, заввишки 30-35 м, діаметром 1,2-1,6 м, а також популяція видів рослин, занесених до Червоної книги України: пальчатокорінник м'ясочервоний, пальчатокорінник травневий, любка дволиста. Також водяться види тварин і комах, занесені до Червоної книги України: орлан білохвостий, підорлик малий, махаон, вусач мускусний, красуня-діва.